# Agriornis albicauda
Agriornis albicauda е вид птица от семейство Tyrannidae. Видът е световно застрашен, със статут Уязвим.

## Разпространение
Разпространен е в Аржентина, Боливия, Чили, Еквадор и Перу.